# Џунд Димашк
Џунд Димашк (арап. جند دمشق) била је највећа од свих под-провинција (аџнад, једни. џунд), у који је Сирија подијељена под династије Омаејада и Абасида. Именован је по свом главном и највећем граду, Дамаску („Димашк”), који је у Омејадском периоду био и главни град Калифата.

## Географија и административна подела
За разлику од било које друге покрајине калифата, Сирија је за време раних Омејада подељена на неколико (првобитно четири, касније пет) под-провинције или аџнад (јединствени џунд, „војна подела”), који су у првобитном били подручја из којих је посебна дивизија војске добијала своје плате, залихе и регруте . Провинција Дамаск, Џунд Димашк, била је највећа од аџнада, која се простирала већином централне Сирије. Његове границе обухватале су приближно бивше византијске провинције Феникија Прима, Феникија Либаненсис и Арабија. 
Каснији арапски географи поделили су тамошњи Дамаск у следеће округе: раван Гута око Дамаска, познат као „баштенска земља” због своје плодности; Хавран и Батанија, са Адром као престоницом; Џавлан; Џајдур (спомиње само Јакут ел Хамави); Хула; Балка; Ел Шара, са капиталом у Адхруху, понекад евидентиран као припадник Џунд Филастин; и Ел Џибал. Остали главни градови су били Бејрут, Сидон, Тир (из којих су порески приходи отишли у Џунд ел Урдун), Триполи и Џубаил дуж обале. Приобални градови и њихова непосредна околина формирали су своје мале округе.
По својој племенској заступљености, у џунд Дамаску углавном су Јамани, али са значајном мањином племена Кајс. Годишњи порески приходи покрајине износили су 450.000 златних динара према Јакуби, 400.000 према Ел Баладурију, и 420.000 према Ел Јахшијарију; Кудама ибн Џафар даје низак број од 110.000 динара, али то вероватно одражава ефекте грађанског рата четврте Фитне. Што се тиче трупа, под Калифом ел Валидом I (в. 705—715), 45.000 људи је било у том својству распоређено у тамошњи џунд Дамаск, иако претпостављам да нису сви били ефективци.